# Жан-Жак Буассар
Жан-Жак Буасса́р (фр. Jean-Jacques Boissard; нар. 1528 — пом. 30 жовтня 1602) — французький антиквар і латиномовний письменник та поет.

## Біографія
Народився у 1528 році в Безансоні у Франції.
Навчався в Левені. Подорожував Німеччиною, відвідав Італію, де жив кілька років і зібрав колекцію антикваріату.
Відвідав острови Грецького архіпелагу. Планував відвідати Грецію, але через важку хворобу повернувся до Риму, де доукомплектував свою колекцію антикваріату. Повернувся до Франції. Працював приватним репетитором молодого дворянина, а пізніше — навчав двох синів кальвініста сеньйора де Клерванта.
У 1574 році видав працю «Poemata».
У 1581 році — ілюстровану працю латиною «Habitus variarum orbis gentium» — своєрідну ілюстровану енциклопедію мод і звичаїв континентальної Європи.
З 1583 року постійно жив в Меці. У 1584 році видав працю «Emblemata».
У 1587 році одружився з Марі Обрі, донькою свого видавця Жана Обрі.
У 1596 році видав ілюстровану працю латиною «Життя і портрети турецьких султанів, перських князів та інших славних героїв і героїнь, від Османа до Мухаммеда II». А також — «Theatrum Vitae Humanae».
У 1597-1598 роках разом з гравером Теодором де Брі випустив два томи гравюр — «Icones virorum illustrium doctrina et eruditione praestantium ad vivum effictae cum eorum vitis» («Зображення мужів видатної освіченості і глибоких пізнань на живих і виразних картинах»). Частину 3 та 4 опублікували сини де Брі — Йоган Теодор та Йоган Ізраель — за участю Адама Лоніцера в 1598-1599 роках. Подальші томи були видані Себастьяном Фурком (частина 6, 1628), зятем Йогана Теодора де Брі — Клеменсом Аммоном (частини 7 і 8, 1650-1652) та Матіасом ван Зомером (частина 9, 1664). Частини 1-7 були перевидані в 1669 році.
Також видав «Romanae Urbis Topographia» (1597-1602).
Помер 30 жовтня 1602 року у місті Мец у Франції.
У 1605 році вийшла його «De Divinatione et Magicis Praestigiis».